# Феллодерма

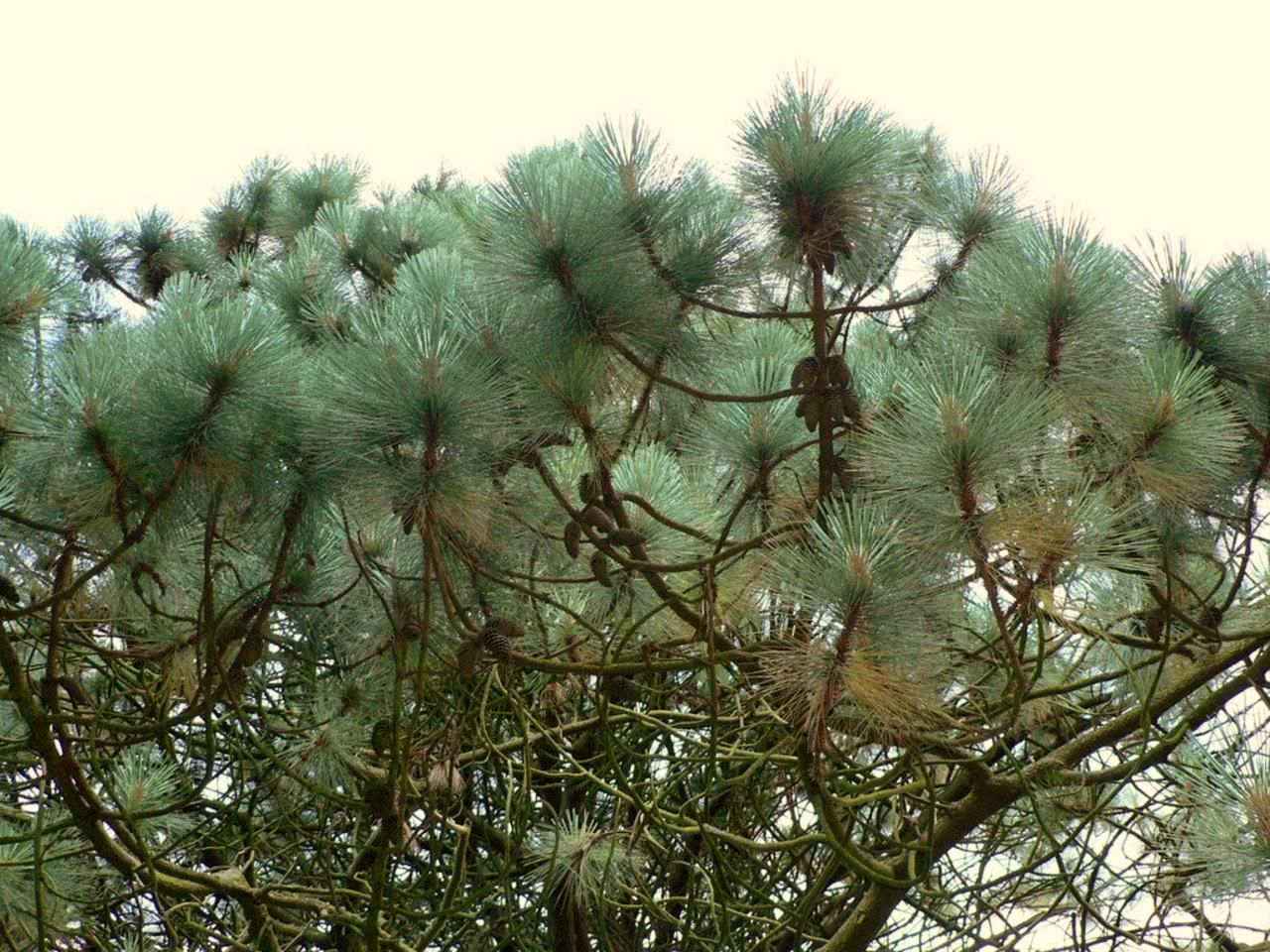
Для Сосна Монтесумы|сосны Монтесумы (Pinus montezumae) характерна очень мощная феллодерма.

Феллоде́рма (от др.-греч. φελλός — «пробка» и δέρμα — «кожа») — внутренний слой перидермы растений, возникающий в результате деления клеток феллогена в периклинальном (параллельном поверхности органа) направлении. Клетки феллодермы откладываются феллогеном внутрь.
Обычно феллодерма состоит из 1—3 слоёв, её всегда меньше, чем феллемы (пробки), которую пробковый камбий откладывает наружу. По форме клетки феллодермы напоминают клетки феллогена; по содержимому и по строению оболочек они схожи с паренхимными клетками первичной коры или лубяной паренхимы, однако в отличие от них всегда располагаются радиальными рядами, непосредственно продолжающимися в ряды пробковых клеток. Клетки феллодермы сохраняют целлюлозные оболочки, протоплазмы, хлорофилловые зёрна (в стебле). Клетки феллодермы депонируют запасные вещества, в них также встречаются кристаллы оксалата кальция. Запасные вещества феллодермы используются феллогеном. В корнях со вторичным утолщением феллодерма часто разрастается и превращается в запасающую ткань.
Очень мощная феллодерма характерна для ветвей и стволов сосны Монтесумы (Pinus montezumae). У неё разрастание феллодермы происходит из-за периклинального деления её клеток.